# Reacție Schmidt
Reacția Schmidt este o reacție organică în care o azidă reacționează cu un derivat cu rest carbonilic, de obicei o aldehidă, cetonă sau chiar acid carboxilic, în mediu acid, obținându-se o amină sau o amidă și eliminându-se azotul. Poartă numele chimistului Karl Friedrich Schmidt (1887–1971), care a raportat această reacție în 1924 și a reușit conversia benzofenonei și a acidului hidrazoic la benzanilidă. Reacția intramoleculară nu a fost observată decât în anul 1991, dar și-a găsit utilizări importante în sinteza chimică a unor compuși de origine naturală.
Reacția poate fi aplicată acizilor carboxilici, ducând la formarea aminelor, dar și cetonelor, ducând la formarea amidelor: